# 魯公野
魯公野（ろこうや）は、魯の第24代君主。名は野。襄公の長子で、昭公の異母兄。

## 略歴
襄公31年（紀元前542年）6月、襄公が薨去すると、太子野が即位した。しかし同年の9月、魯公野は突然死した。後に魯の国人たちは襄公と斉帰の間の子である公子稠を君主とした。これが魯の昭公である。